# Ulf Lundström
Ulf Lundström, född 7 januari 1930 i Stockholm, död 24 januari 1973, var en svensk företagsledare. Han var far till Carl Lundström.
Lundström, som var son till konsul Karl Edvard Lundström och Gunvor Öhlin, avlade studentexamen 1950 och bedrev företagsekonomiska studier i USA 1950–1952. Han anställdes vid AB Wasa spisbrödsfabrik 1952, blev försäljningsdirektör 1956 och var verkställande direktör där sedan 1959.